# زنده یا مرده
دی‌اواِی: مرده یا زنده (انگلیسی: DOA: Dead or Alive) فیلمی در ژانر اکشن رزمی به کارگردانی کری یوئن است که در سال ۲۰۰۶ منتشر شد. فیلم‌نامه این فیلم توسط جاناتان فردریک لاتن، آدام گراس و سث گراس بر اساس مجموعه بازی‌های مبارزه‌ای مرده یا زنده ساخته تکمو/تیم نینجا به رشته تحریر درآمده است. از بازیگران آن می‌توان به جیمی پرسلی، هولی والانس، سارا کارتر، ناتاشا مالته و دوون اوکی اشاره کرد.

## داستان
مطابق معمول هر سال، رزمی کاران سراسر دنیا برای انجام مسابقه مرگ یا زندگی در یک جزیره دور هم جمع می شوند. اما این بار متوجه می شوند که غیر از خودشان، چیزی ناشناخته نیز در جزیره حضور دارد. آنها مجبور می شند جدال مرگ و زندگی میان خود را به کناری نهاده و با همدیگر متحد شوند تا بتوانند در برابر این نیروی ...

## بازیگران
- هولی والانس در نقش کریستی
- جیمی پرسلی در نقش تینا آرمسترانگ
- دوون اوکی در نقش کاسومی
- سارا کارتر در نقش هلنا داگلاس
- ناتاشا مالته در نقش آیانه
- کین کوسوگی در نقش ریو هایابوسا
- اریک رابرتس در نقش دکتر ویکتور داناوان
- استیو هاوی در نقش ودربای
- کوین نش در نقش باس آرمسترانگ
- برایان جی. وایت در نقش زک
- کالین چو در نقش هایاته
- هونگ لین در نقش هیتومی
- یینگ وانگ در نقش لی‌فانگ